# Hartmut Eltgen
Hartmut Rudolf Eltgen (* 7. Oktober 1967 in Krefeld-Inrath) ist ein deutscher Texter und Sänger.

## Biografie
Hartmut Rudolf Eltgen studierte nach einer abgeschlossenen Ausbildung zum Elektriker für mehrere Jahre Physik. Im Jahr 1990 gründete er mit dem Liedermacher und Biologen Thomas Gabriel die Thrash-Metal-Gruppe Last Rites, für die er politische, zeitkritische und teils humorvolle Texte über Alltagssituationen schrieb, die mit sprachlichen Stilmitteln spielen. Trotz mancher guter Kritiken blieb Last Rites der kommerzielle Erfolg verwehrt.
In der Zwischenzeit bestritt Eltgen seinen Lebensunterhalt als Schlagzeug-Roadie bei der Band Blind Guardian, obwohl er eigentlich kein Schlagzeuger war. Im Jahre 1997 trennten sich Last Rites und Eltgen, der seine künstlerische Laufbahn beendete. Er lebt seitdem in Bochum.

## Diskografie vonLast Rites
- Demo Escape From Mediocrity. 1991
- CD Silverball. 1995
- EP Bleed. 1997